# Andraž Vehovar
Andraž Vehovar (né le 1er mars 1972 à Ljubljana) est un sportif slovène en Canoë qui remporta une médaille d'argent dans l'épreuve de Slalom K-1 lors des Jeux olympiques d'été de 1996 à Atlanta,.

## Palmarès
- Jeux olympiques d'été
  -  médaille d'argent aux Jeux olympiques d'été de 1996 à Atlanta